# Stasi-Museum
Het Stasi-Museum, officieel Forschungs- und Gedenkstätte Normannenstraße, is gevestigd in "Haus 1" van het voormalige hoofdkantoor van het Oost-Duitse Ministerie voor Staatsveiligheid (in het Duits: Ministerium für Staatssicherheit, vaak afgekort tot "Stasi" of "MfS") in de Berlijnse wijk Lichtenberg. In het museum bevinden zich permanente exposities over het ontstaan en het functioneren van de Stasi. Verder zijn de vertrekken van Erich Mielke, het voormalige hoofd van de veiligheidsdienst, te bezichtigen. Voor historici bestaat de mogelijkheid om archiefonderzoek te doen in het museum. Het museum staat onder beheer van ASTAK, een vereniging die voortkomt uit de burgerrechtenbeweging in de DDR.

## Foto's

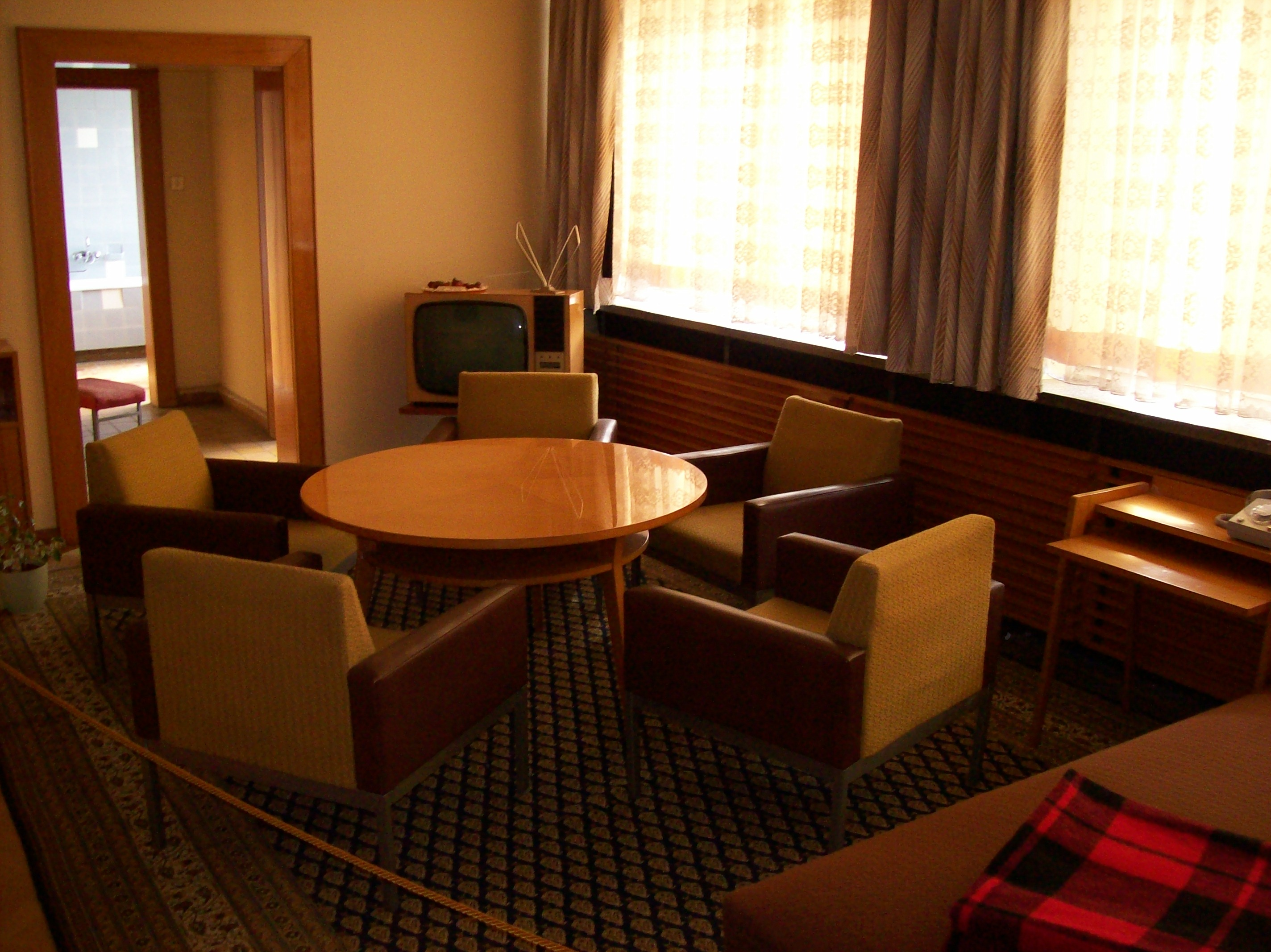
Appartement van Erich Mielke
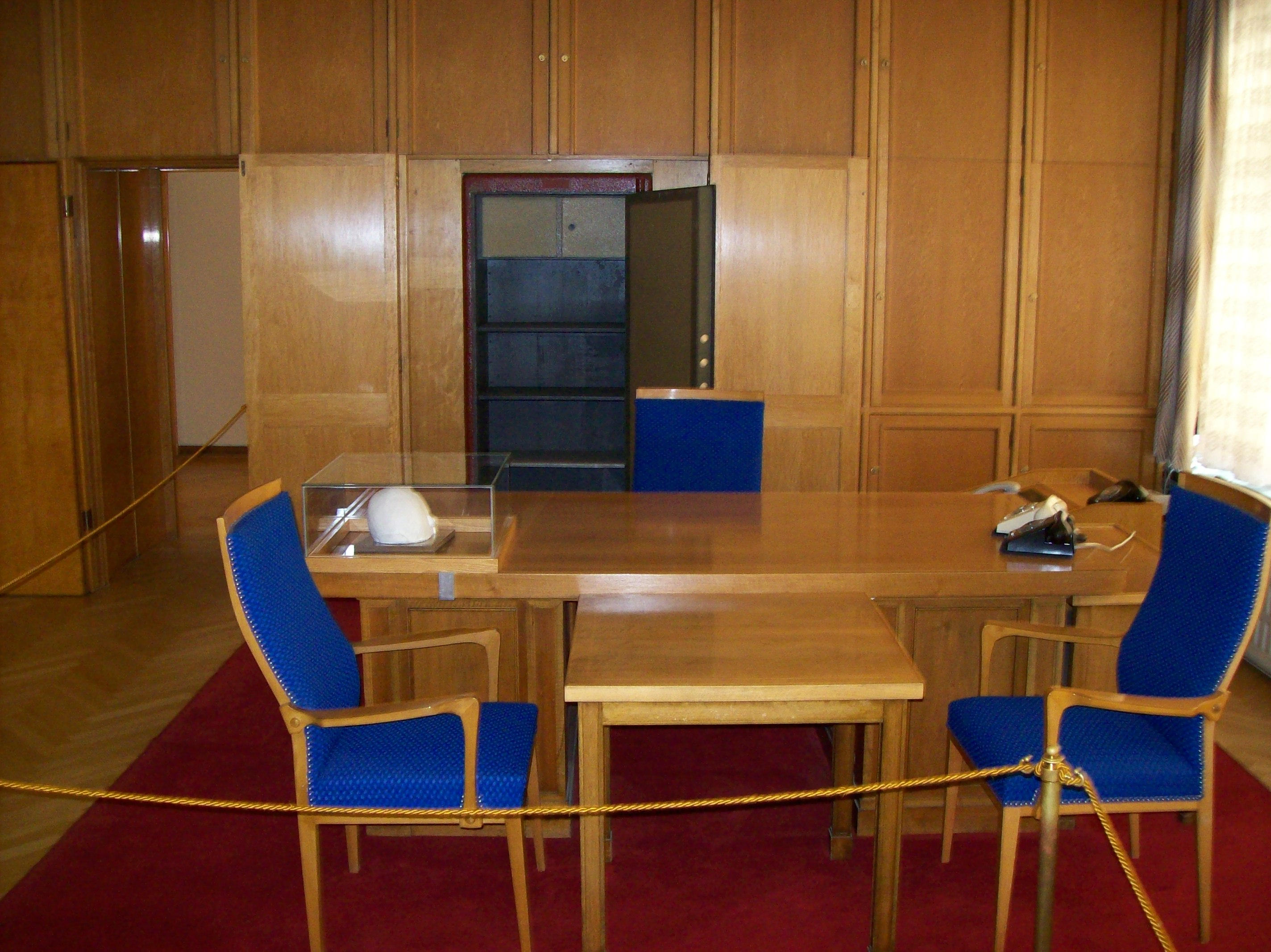
Werkvertrek van Erich Mielke
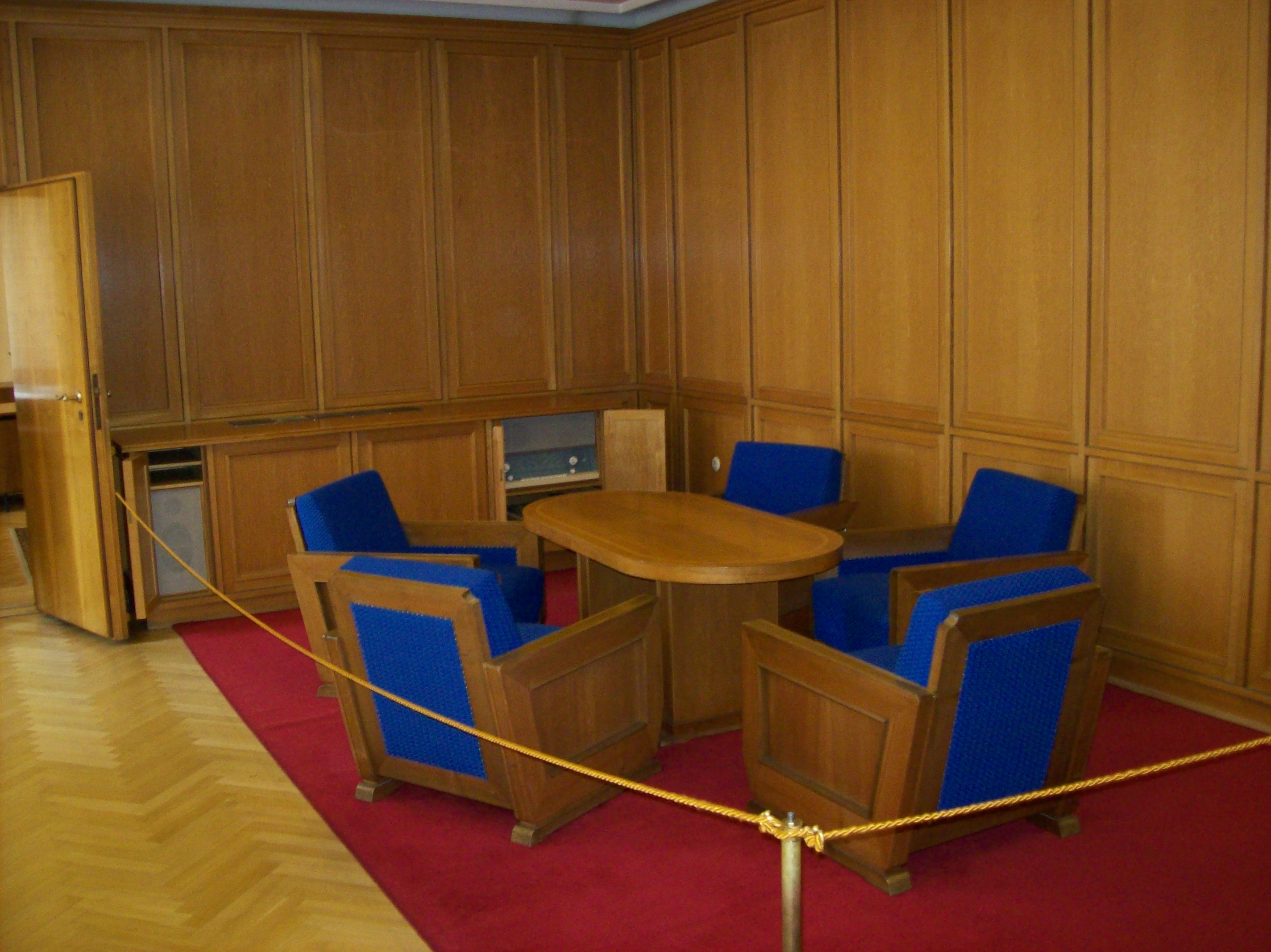